# Obereopsis tessmanni
Obereopsis tessmanni là một loài bọ cánh cứng trong họ Cerambycidae.